# Tricoryna iello
Tricoryna iello är en stekelart som först beskrevs av Walker 1839.  Tricoryna iello ingår i släktet Tricoryna och familjen Eucharitidae. Inga underarter finns listade i Catalogue of Life.